# Det jiddische politiforbund
Det Jiddische politiforbund (originaltitel: The Yiddish Policemen's Union) er en roman fra 2007 af den amerikanske forfatter Michael Chabon, oversat til dansk af Svend Ranild. Den er en alternativ historie- og detektivroman, der foregår i en tidslinje hvor millioner af europæiske jøder har bosat sig i Sitka, Alaska, og Israel blev udryddet få måneder efter sin grundlæggelse i 1948.
I Det Jiddische politiforbund blev Slatteryrapporten fra 1940, der forslog at lade jøder der flygtede fra nazisterne bosætte sig midlertidigt i Alaska, implementeret. USAs regering opretter Sitka-distriktet, hvor millioner af jiddischtalende jøder bosætter sig, og Sitka bliver dermed en millionby og et centrum for jødisk kultur. Da Israel taber den arabisk-israelske krig 1948 bliver distriktet det nærmeste jøderne kommer på et hjemland. Efter planen vil Sitka blive del af Alaska igen efter 60 år, og byens befolkning står derfor en usikker fremtid i møde.
Hoveddelen af romanen foregår i nutiden, hvor betjenten Meyer Landsman efterforsker mordet på en narkoman på hotellet hvor han bor. Hans chef giver ham ordrer til at lukke sagen, fordi politiet snart skal opløses i forlængelse af Sitkas tilbageførsel til Alaska. Landsman bliver kontaktet af en gruppe mennesker, der gerne vil have ham til at fortsætte efterforskningen, og det viser sig at mordofferet var mere end bare en narkoman.